# 2015 en radio
Cet article est une chronologie thématique, pour des articles plus généraux, voir Histoire de la radio et Radiodiffusion.
Cet article concerne uniquement les stations de radio, ne prenant en compte ni les webradios ni les podcasts.
Pour ce qui concerne spécifiquement la France, voir 2015 en radio en France.
Pour ce qui concerne spécifiquement le Royaume-Uni, voir [[:2015 en radio au Royaume-Uni (en)]].
| Années de la radio : 2012 - 2013 - 2014 - 2015 - 2016 - 2017 - 2018    |
| Décennies de la radio : 1980 - 1990 - 2000 - 2010 - 2020 - 2030 - 2040 |

Cet article a pour but de retracer de façon synthétique toute l'année 2015 en radio. On ne retiendra en général que l'actualité des radios de caractère national ou international, afin de ne pas se perdre dans les détails des radios locales.

## Stations de radio

### Apparues en 2015
| Radio     | Pays     | Commentaire | Date             |
| --------- | -------- | --- | ---------------- |
| Loca FM   | Espagne  | La station Fun Radio Espagne redevient Loca FM, radio nationale espagnole au format musical dancefloor, electro et house. | 1er janvier 2015 |
| Chérie FM | Belgique | La station Chérie FM Belgique, qui avait disparu lors du plan fréquence de 2008, émet de nouveau.                         | 14 février 2015  |
| Énergie   | Canada   | Le réseau Énergie, qui était exploité sous une licence NRJ au Québec, retrouve son indépendance.                          | 24 août 2015     |

### Disparues en 2015
| Radio             | Pays    | Commentaire                                                      | Date             |
| ----------------- | ------- | ---------------------------------------------------------------- | ---------------- |
| Fun Radio Espagne | Espagne | La station Fun Radio Espagne retrouve son nom d'origine Loca FM. | 1er janvier 2015 |

## Politique des stations en 2015

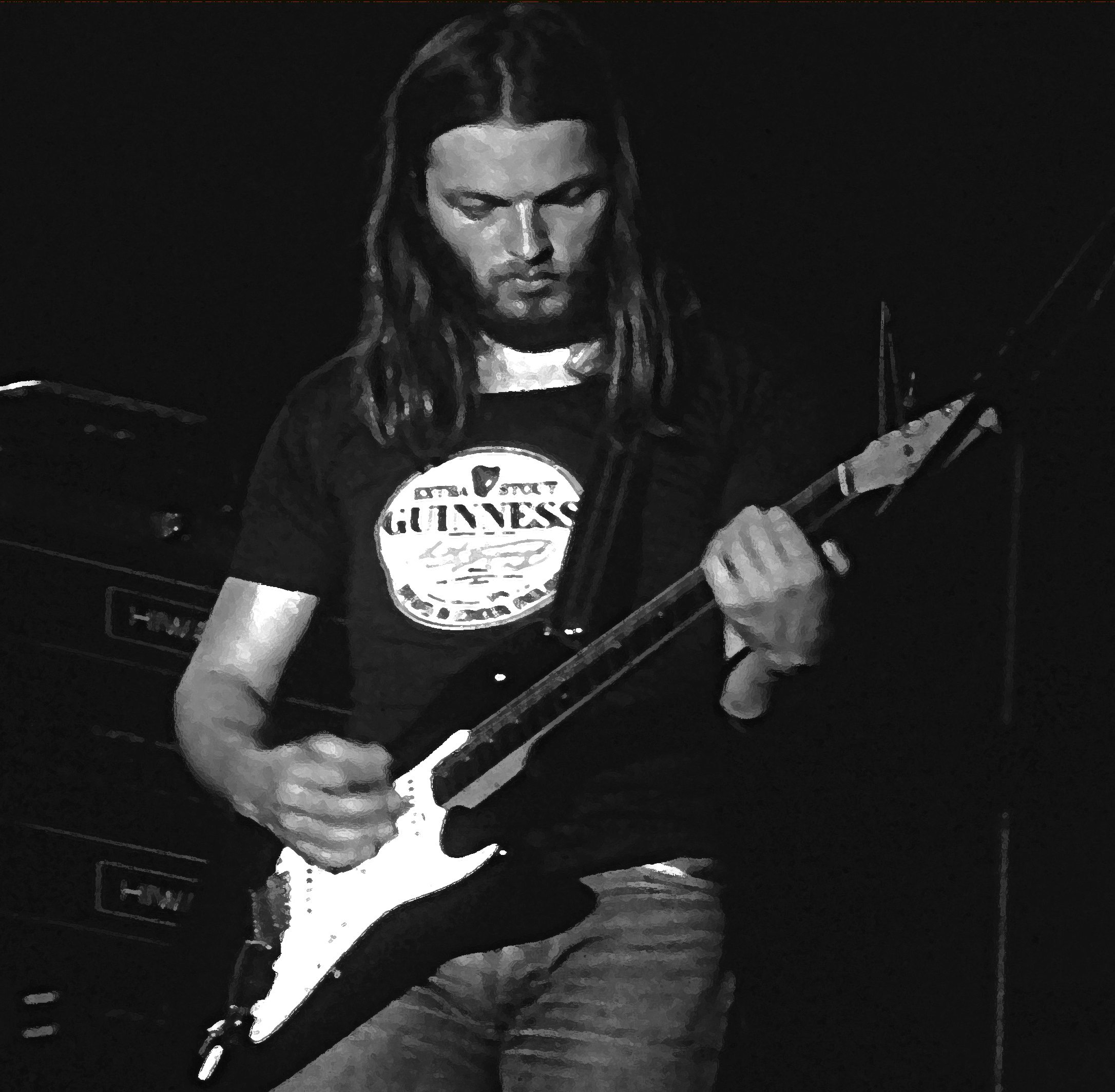
Pink Floyd en 2008.

- 2 juillet : la BBC annonce la suppression de 1 000 postes sur les 16 000 que compte l'entreprise[2].
- 17 août : Bell Media, propriétaire d'Astral Media, met fin à un accord de licence qui permettait au réseau Énergie, au Québec, d'être exploité sous le label NRJ[3].
- 12 octobre : la BBC estime qu'elle n'a pas les moyens de financer le passage au tout numérique pour la radio[4].
- 19 octobre : BBC World Service annonce le lancement, en novembre prochain, de son service radio en langue anglaise en DAB+, sur la région Flandre de Belgique[5].
- 17 décembre : Vivendi annonce l'acquisition de 64,4 % du capital de Radionomy Group, acteur majeur de la radio numérique dans le monde[6].
- 28 décembre : Classic 21 inaugure sa 6e webradio, la première totalement consacrée à un groupe ou un artiste, en l'occurrence Pink Floyd[7].
- 31 décembre : RTL Radio n'est plus diffusée en ondes moyennes, l'émetteur de Marnach lui permettait d'atteindre l'Allemagne, le Luxembourg, la Belgique et la Lorraine[8].
- 31 décembre : les émetteurs à ondes moyennes de Deutschlandfunk ne diffusent plus leur signal à travers la plus grande partie de l'Europe.

## Considérations techniques en 2015
- 22 octobre : la Radio numérique terrestre poursuit son déploiement en Europe, 400 millions d'auditeurs dans le monde pouvant recevoir une émission en DAB+[9].
- 23 octobre : l'UIT approuve des normes pour une technologie de radiodiffusion sonore évoluée, conçue pour faire vivre un son proche de la réalité[10].
- 30 octobre : la barre des 50 % de l'audience des radios nationales en numérique a été franchie au Royaume-Uni[11].
- 9 novembre : Winmédia annonce huit contrats récents au Bangladesh, fournissant des solutions logicielles d'automation aux diffuseurs[12].
- 30 novembre : l'UER souhaite la radio à diffusion numérique à travers toute l'Europe et à l'inclusion de récepteurs numériques dans tous les appareils de radio[13].
- 2 décembre : en Asie-Pacifique, comme en Europe, le DAB est en essor, car après l'Australie, Thaïlande, Malaisie, Indonésie et Vietnam étudient cette option[14].

## Manifestations connexes en 2015
Partout, en Europe et dans le monde, des radios sont partenaires pour organiser des manifestations connexes. Elles participent notamment à plusieurs séminaires, salons ou conférences consacrés à la radiodiffusion.

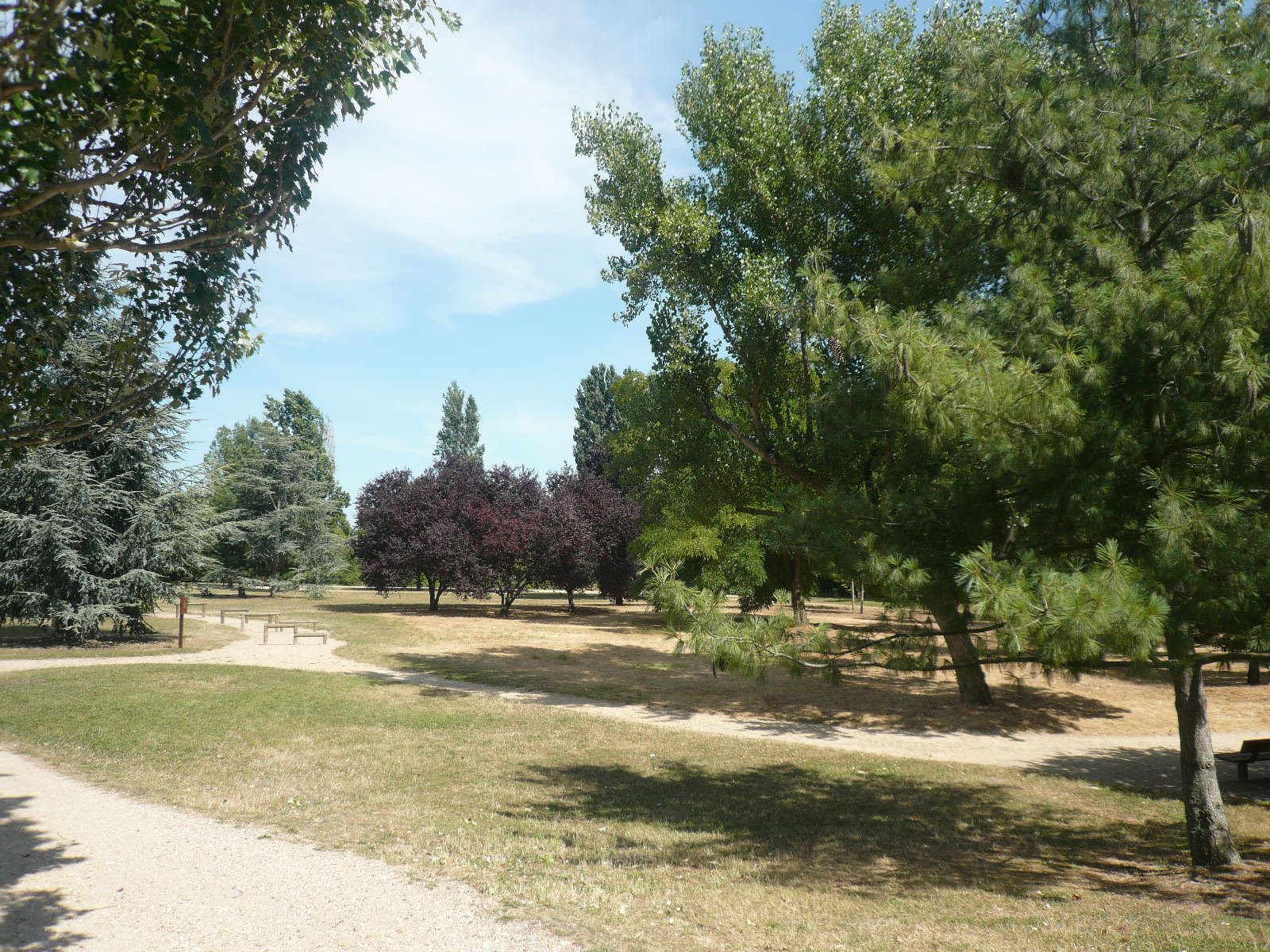
L'Île des Impressionnistes près de Paris.
La Maison de la Radio à Paris.
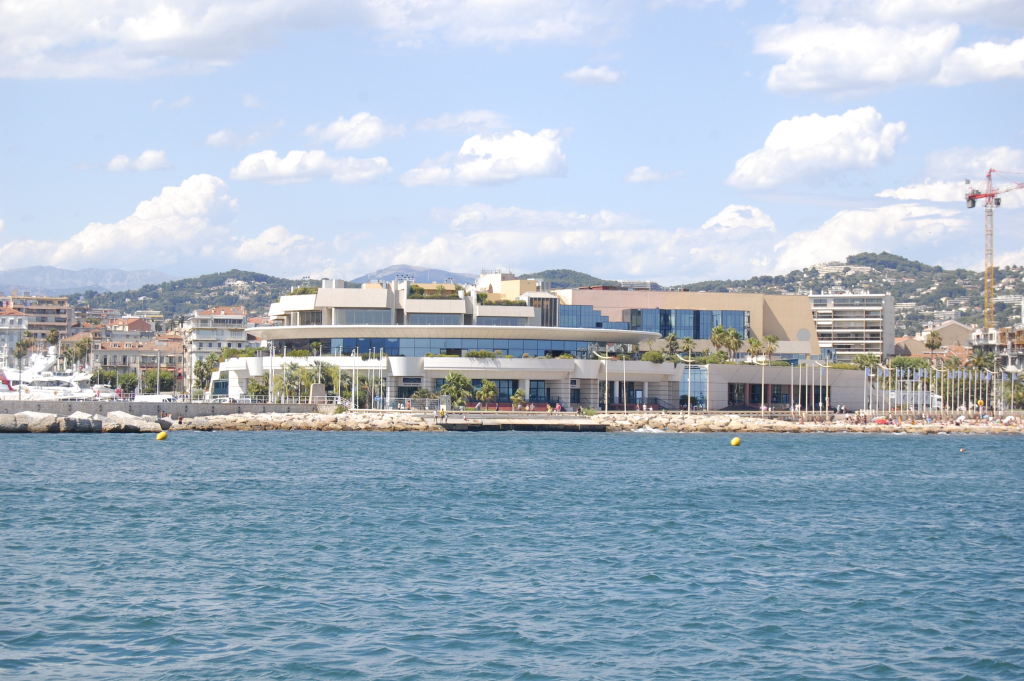
Le Palais des Festivals et des Congrès de Cannes.
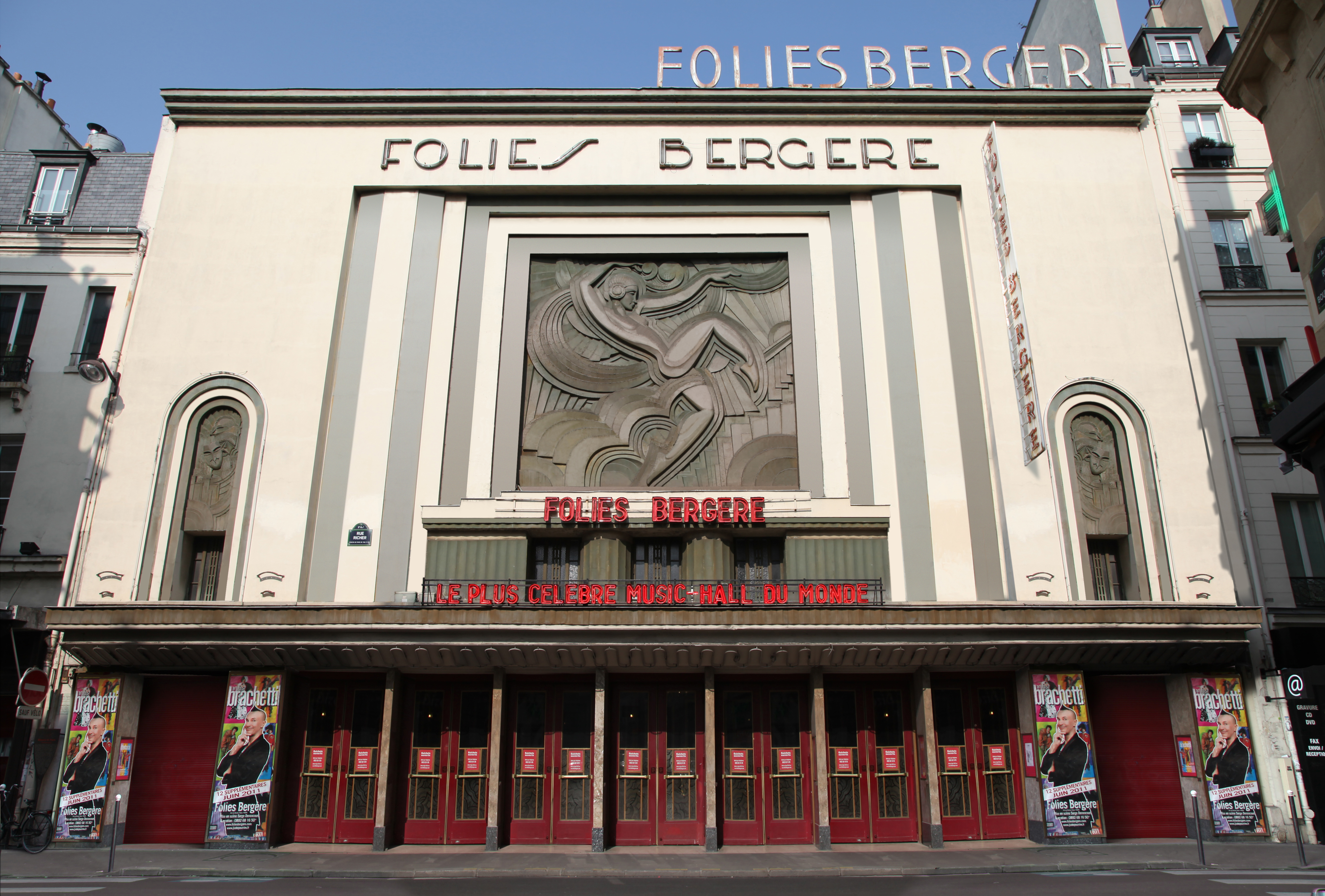
Théâtre des Folies Bergère à Paris.
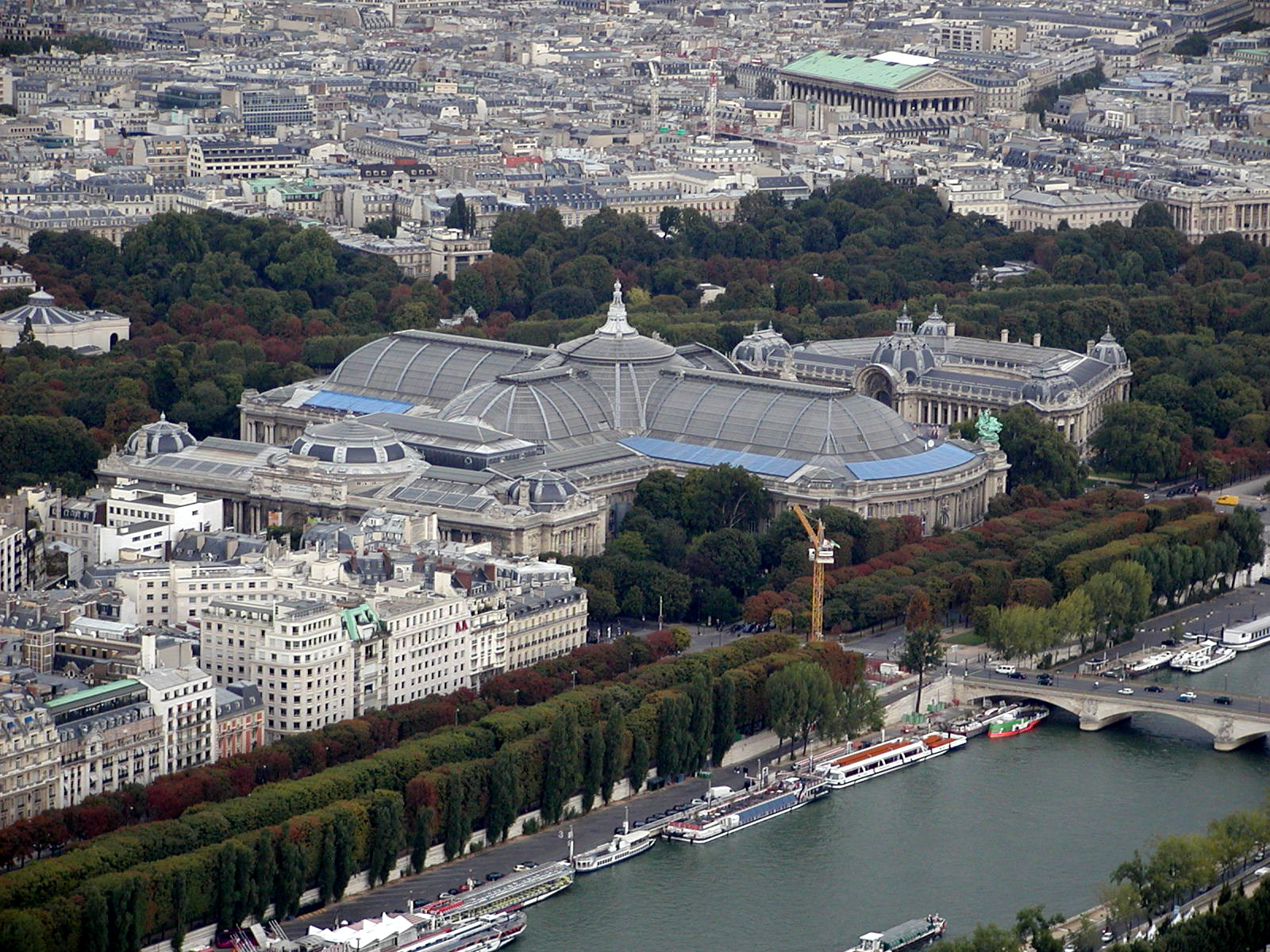
Le Grand Palais à Paris.
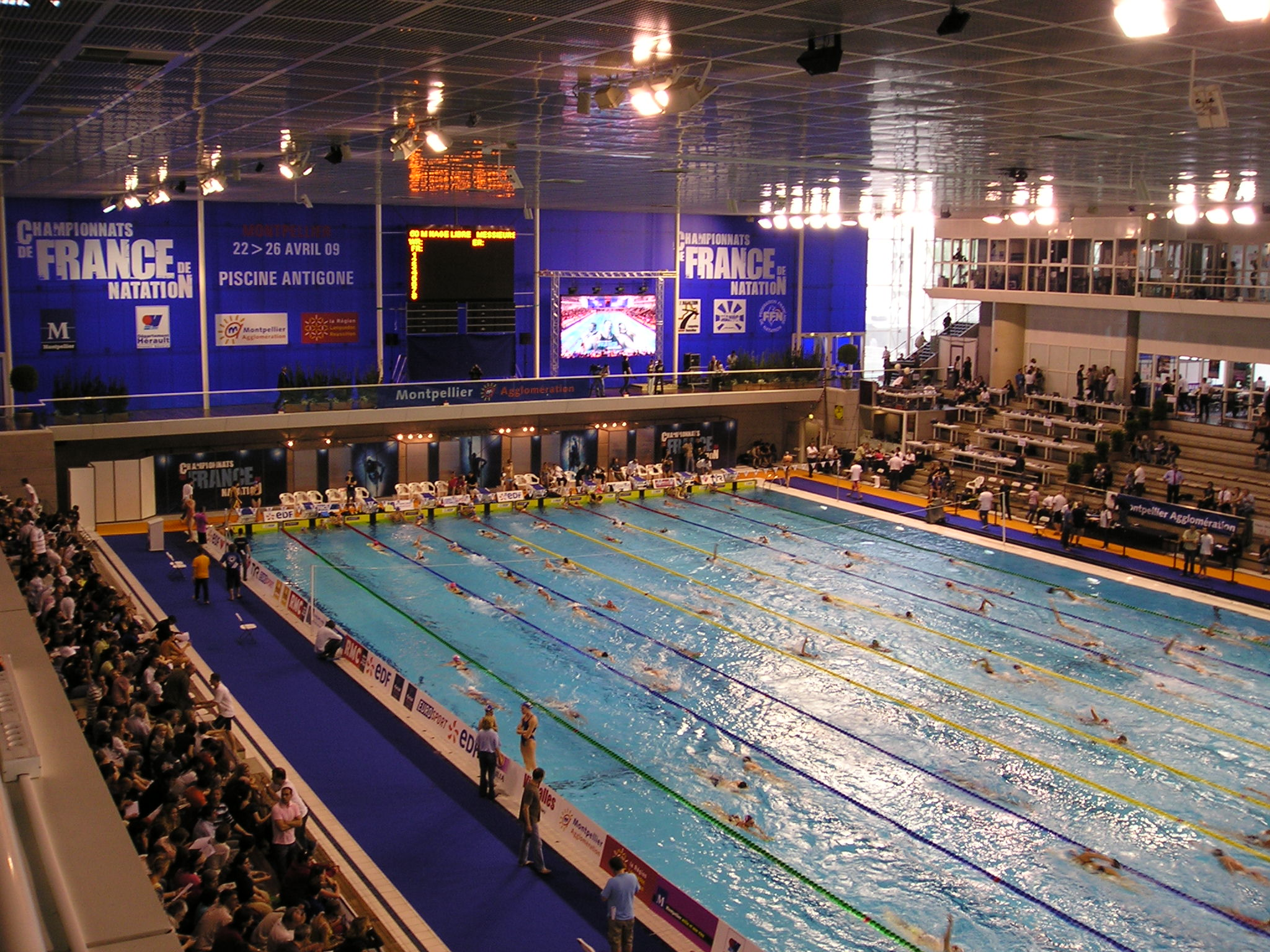
La Piscine olympique Antigone à Montpellier.
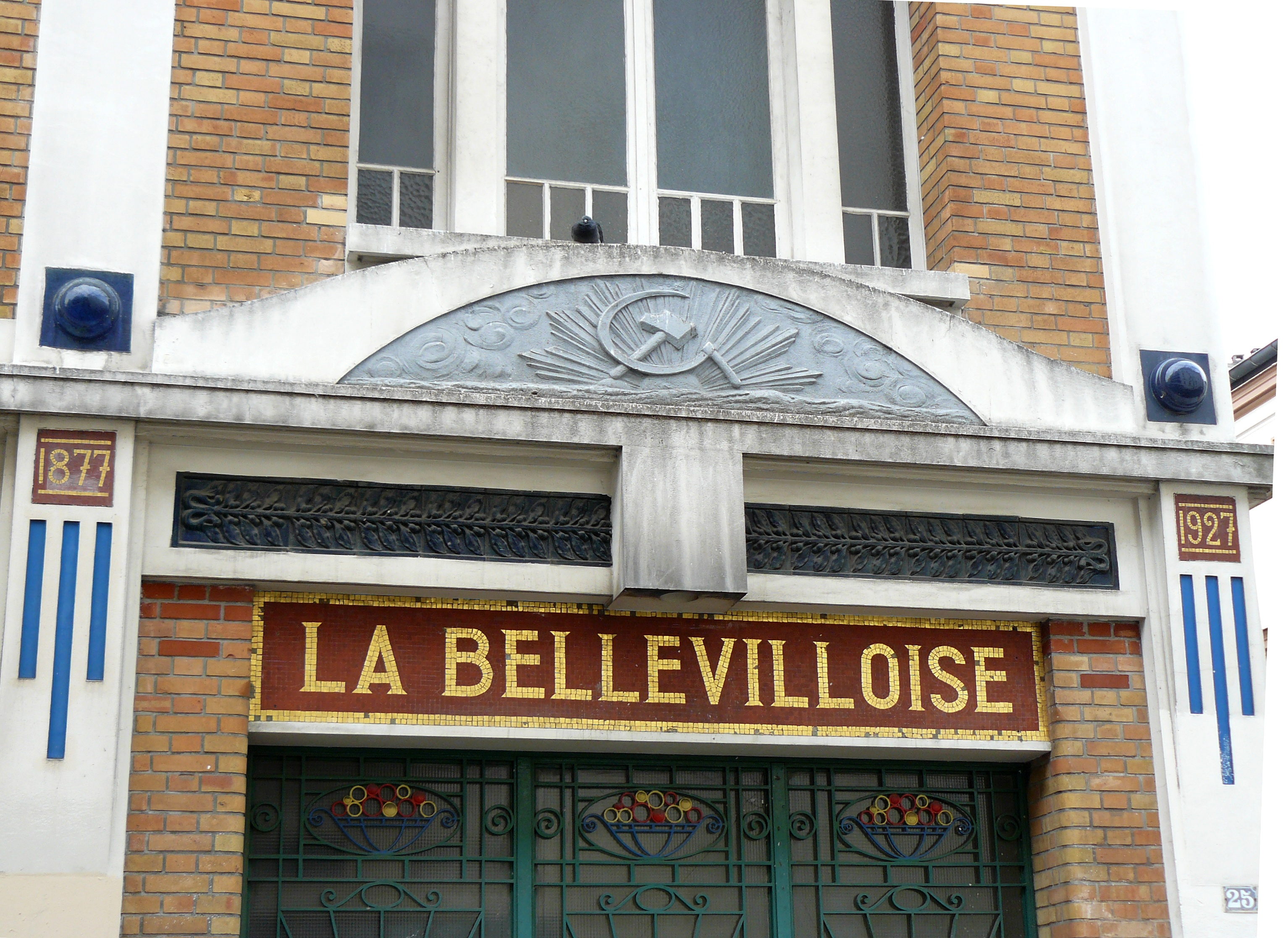
La Bellevilloise à Paris.

- 3 septembre : 17e Grand Prix des Médias CB News à la salle Wagram, à Paris, récompensant en outre Radio Classique dans la catégorie Meilleure radio de l'année[15].
- du 11 au 23 septembre : RTL et Auto Plus s'associent pour décliner les Prix des Meilleures Voitures du Salon de Francfort[16].
- du 2 au 4 octobre : RCF est partenaire des États Généraux du Christianisme, qui se déroulent à Strasbourg[17].
- 20 octobre : coup d'envoi par la RTBF de la 3e édition de l'opération caritative Viva for Life pour les enfants qui vivent dans la pauvreté en Belgique francophone[18].
- du 20 octobre au 13 décembre : Radio France et FIAC Hors les Murs 2015 proposent un parcours sonore et une journée FIAC le 24 octobre, à la Maison de la radio[19].
- 2 novembre : One FM, radio accessible en DAB+ dans toute la Suisse romande, organise la 1re édition du One FM Live Session, concert gratuit sur invitation, à Lausanne[20].
- 3 et 4 novembre : le WorldDAB, organisme réunissant les acteurs de la RNT à travers le monde, tient son assemblée générale à Londres[21].
- 9 novembre : le RAIN Summit, qui se tient à Londres, réunit les grands acteurs de la radio et de l'écoute numérique, pour un ensemble de conférences en anglais[22].
- du 30 novembre au 5 décembre : Nostalgie (Wallonie) a récolté 16 tonnes de jouets en Wallonie et à Bruxelles pour le Noël des enfants défavorisés en Belgique[23].
- 2 décembre : concert Africa Break à La Bellevilloise organisé par la radio gabonaise à diffusion internationale Africa n°1[24].
- 17 décembre : Patrick Bruel lance la 3e édition de Viva for Life, depuis Charleroi, avec VivaCité, six jours de dons pour les enfants wallons vivant dans la précarité[25].

## Prix et distinctions en 2015
En matière de prix et de distinctions, l'année 2015 met à l'honneur les personnalités suivantes :

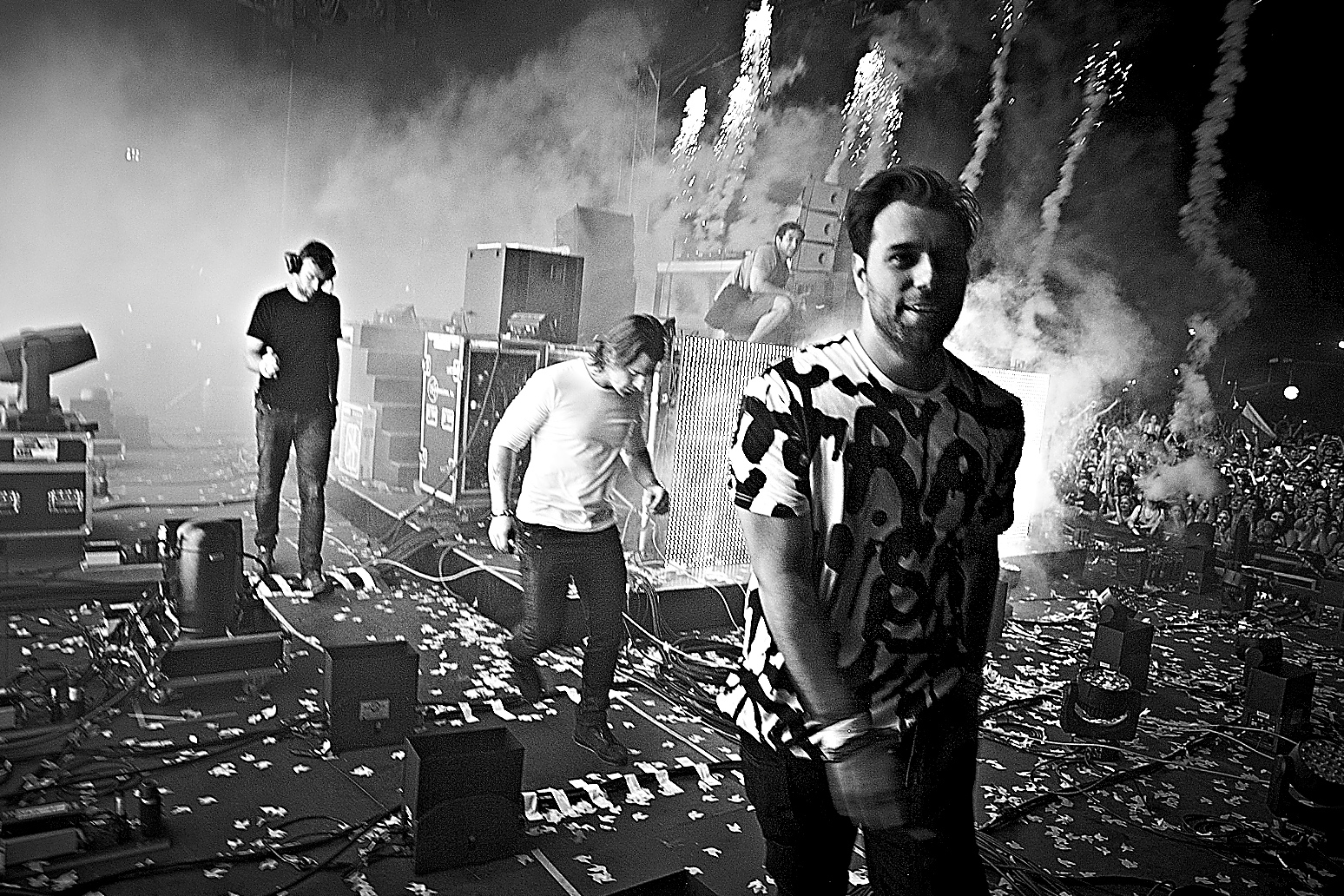
Axwell Λ Ingrosso en 2014.
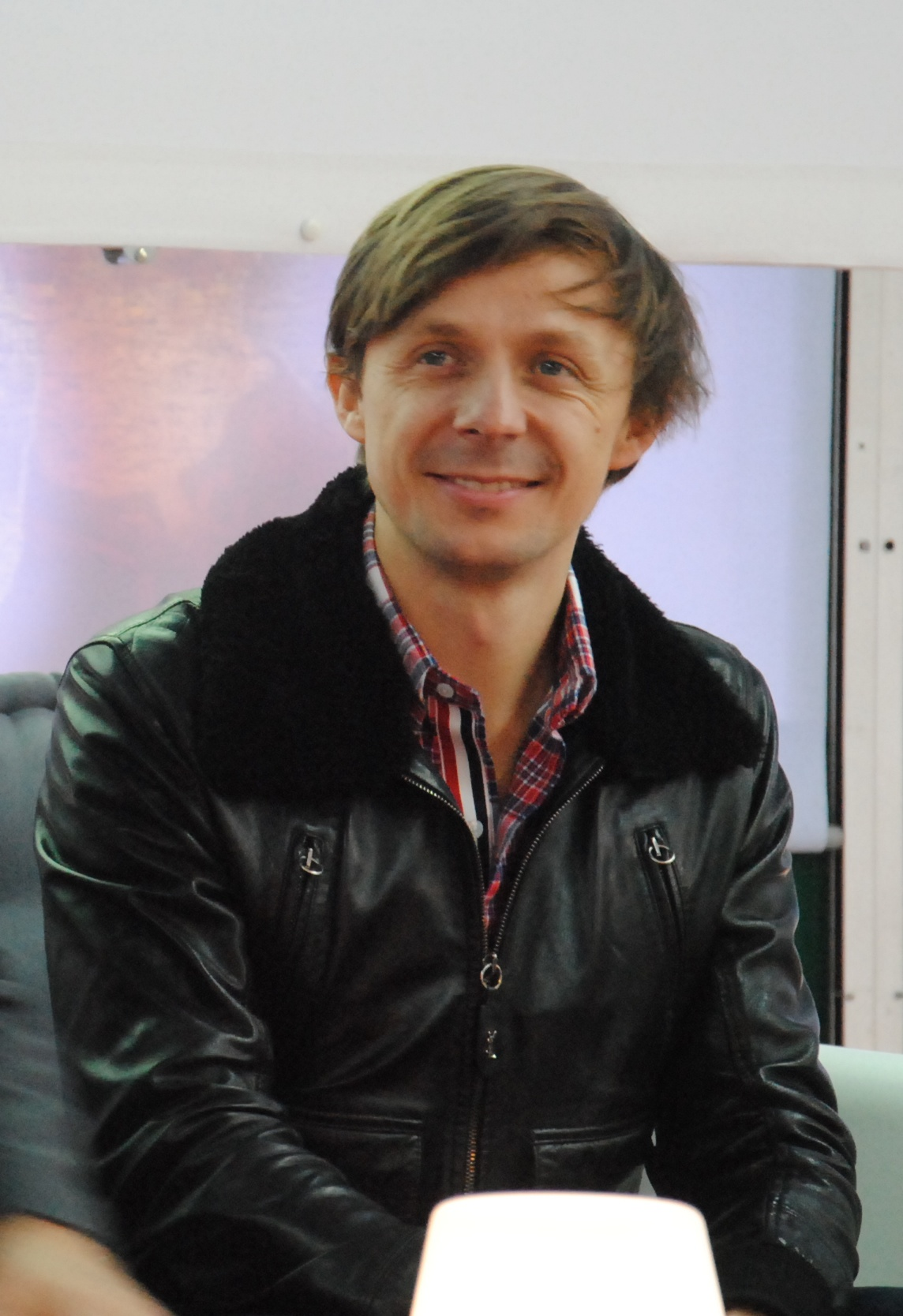
Martin Solveig en 2012.
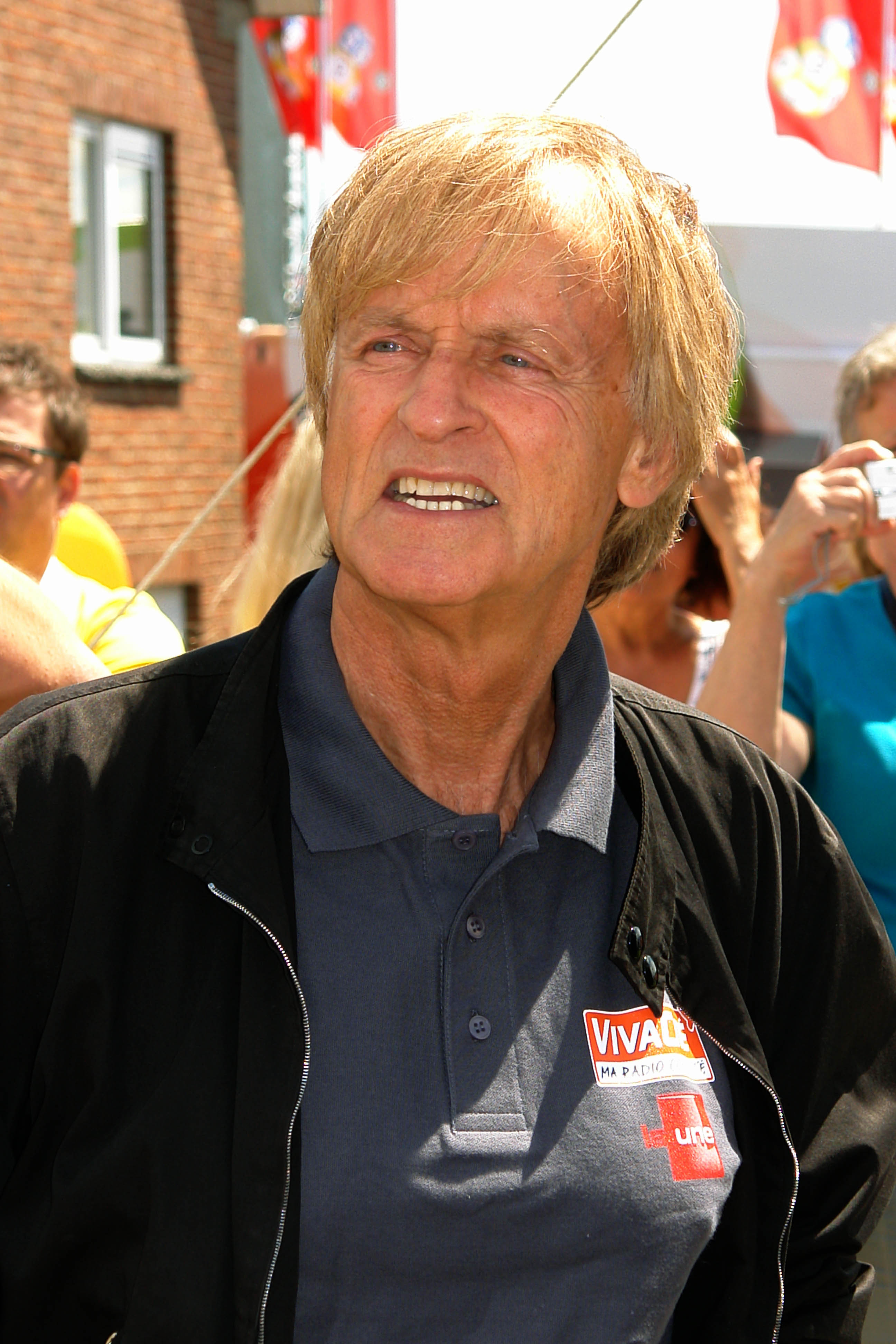
Dave en 2012.
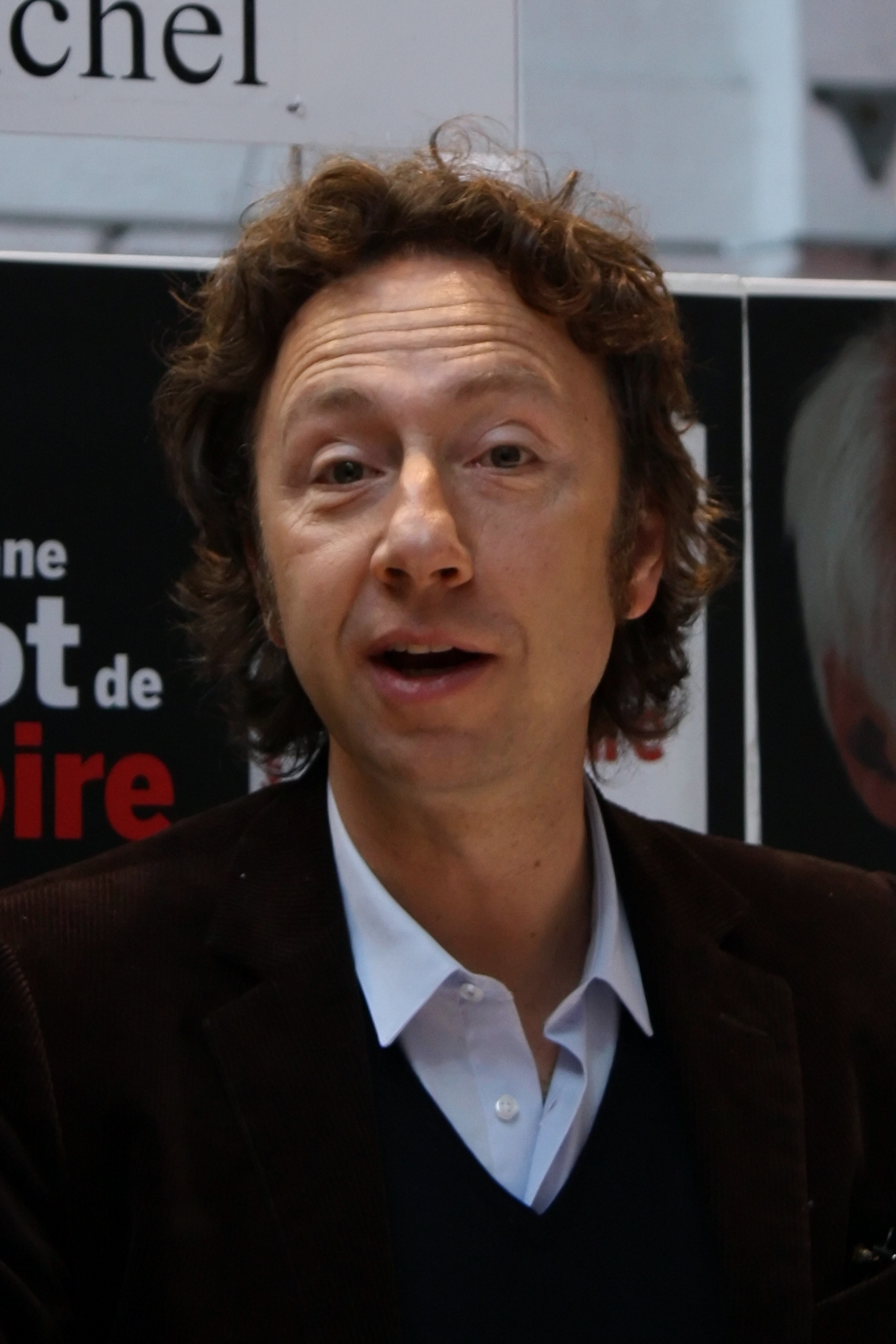
Stéphane Bern en 2011.

### Récompenses de radio en 2015
- Palmarès des NRJ DJ Awards 2015, qui se sont déroulés le 4 novembre au Grimaldi Forum Monaco[26]. En particulier :
  - DJ Award d'honneur 2015 : remis à Axwell Λ Ingrosso ;
  - DJ Award pour l'ensemble de sa carrière : remis à Martin Solveig.
- Prix Jeune soliste 2016 des RFP : décerné, à Lausanne, à la jeune soprano franco-danoise Elsa Dreisig[27].
- Les lauréats d'honneur des NRJ Music Awards 2015 sont Adele, Charles Aznavour, Justin Bieber et Sting.
- Bourse RFI - Ghislaine Dupont et Claude Verlon : attribution aux Malgaches Ando Rakotovoahangy et Jhons Mary Ralainarivo, jeune journaliste et jeune technicien radio[28].
- 52e Prix du journalisme des RFP (format court) : attribué au reportage présenté par la Radio télévision suisse, L'Enfant noire, de Raphaël Grand[29].
- 52e Prix du journalisme des RFP (format long) : attribué à Ginette Lamarche pour le reportage Se faire belle pour rencontrer la mort, présenté par Radio-Canada[30].
- Prix Marconi 2015 : le lauréat est Peter Kirstein.
- Grand Prix de la Presse Internationale, dans la catégorie radio : attribué à Christian Chesnot, le 14 décembre 2015, pour l’ensemble de sa carrière de grand reporter[31].
- Prix Philippe Chaffanjon 2015 (catégorie reportage haïtien) : le lauréat est June Jean Baptiste pour « La balade de Quai-Colomb »[32].

### Distinctions institutionnelles en 2015
- Dave, qui a présenté le Top 50 sur Europe 1, ainsi qu'une émission sur Nostalgie est fait Chevalier de l'ordre d'Orange-Nassau le 17 avril 2015[33].
- Stéphane Bern, figure emblématique du paysage radiophonique français à partir des années 2000, est fait, en 2015 :
  - Officier de l'ordre de l'Honneur (Grèce) ;
  - Commandeur de l'ordre de Mérite du Grand-Duché de Luxembourg[34].

## Décès en 2015
- Milo Hamilton, commentateur sportif de matchs de baseball à la radio, mort le 17 septembre 2015 à Houston, Texas, États-Unis, à l'âge de 88 ans.
- Albert Brie, scripteur, réalisateur et animateur de radio québécois, mort à Belœil, au Québec, à l'âge de 89 ans, des suites d'une longue maladie[35].
- Antonio Troyo Calderón, évêque auxiliaire de San José et fondateur de la station Radio Fides (es), mort le 1er décembre 2015 à l'âge de 92 ans.

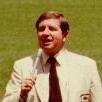
Milo Hamilton en 1981.

### Crédit d'auteurs
- Cet article est partiellement ou en totalité issu de l'article intitulé « 2015 en radio en France » (voir la liste des auteurs).